# 董萼
董萼（?—?），字重照，約唐代開元時期人物。
開元中多在尚方，善畫車牛。唐玄宗於上陽宮食象亭，以張說、徐堅、賀知章、趙冬曦、馮朝隱、康子元、侯行果、韋述、敬會真、趙玄默、毋煚、呂向、咸廙業、李子釗、東方顥、陸去泰、餘欽、孫季良為十八學士，命董萼畫像，並記錄所有十八學士的姓名、表字、爵位、籍貫等。另有《盤車圖》。